# Altes Rathaus (Dunbar)

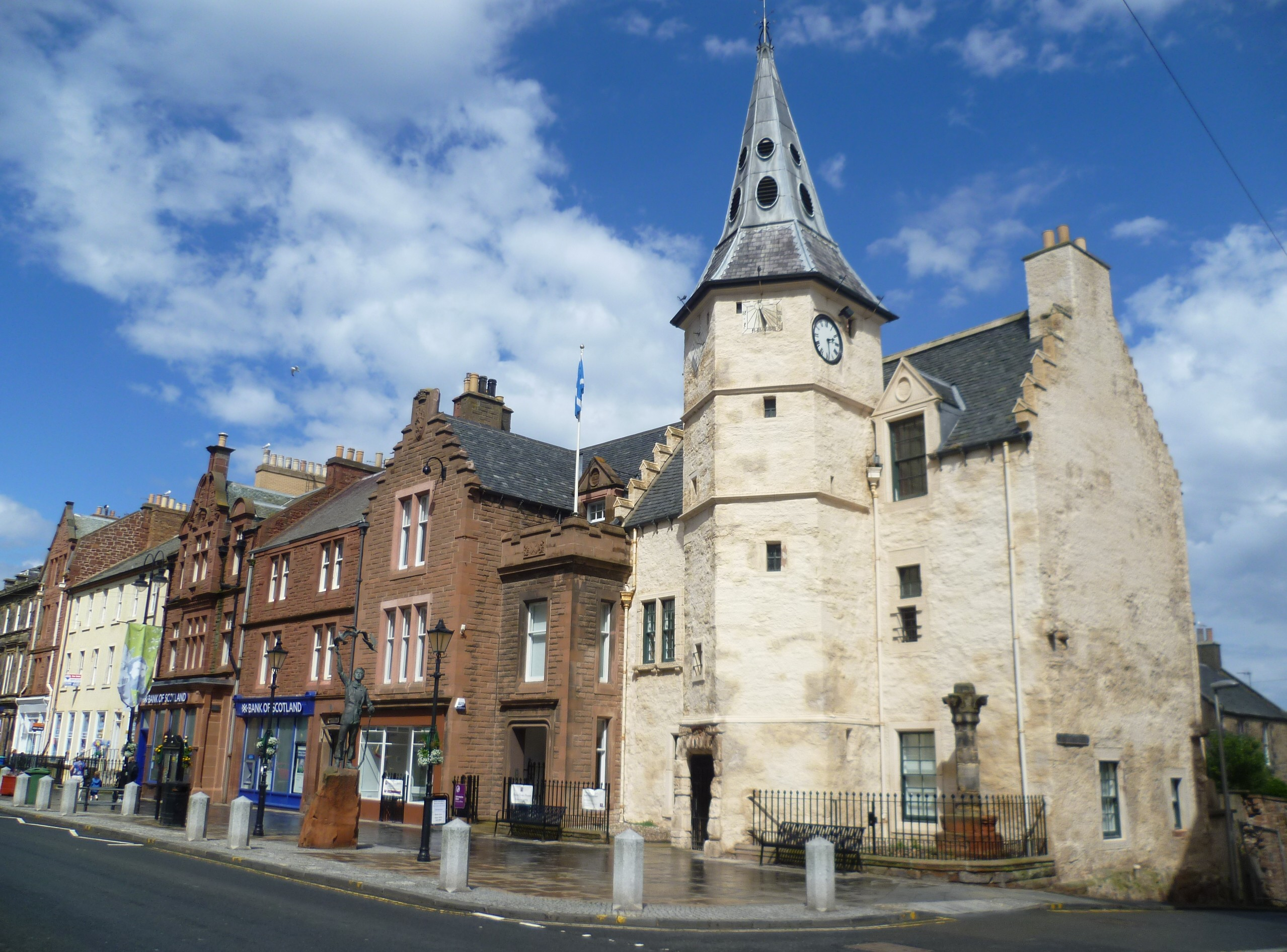
Altes Rathaus von Dunbar

Das Alte Rathaus von Dunbar befindet sich in der schottischen Stadt Dunbar in der Council Area East Lothian. 1971 wurde das Bauwerk in die schottischen Denkmallisten in der höchsten Kategorie A aufgenommen. Außerdem bildet es mit verschiedenen umliegenden Bauwerken ein Denkmalensemble der Kategorie B. Eine ehemalige Einstufung als Scheduled Monument wurde 1995 aufgehoben.

## Geschichte
In verschiedenen Publikationen wird ein Baujahr im frühen 17. Jahrhundert beziehungsweise präziser um 1620 angegeben. Eine dendrochronologische Untersuchung dreier Balken aus dem Jahre 2008 datiert jedoch die Fällung der verwendeten Bäume auf die Jahre 1524 und 1539. Dies steht im Einklang mit der erstmaligen Erwähnung des Rathauses im Jahre 1539, sodass das Baujahr auf 1539 angepasst wurde. Der vorgelagerte Treppenturm ist neueren Datums. Er entstand um 1650. Vom späten 18. bis in das frühe 19. Jahrhundert beherbergte das Gebäude auch das städtische Gefängnis. Im frühen 20. Jahrhundert war dort eine Polizeistation untergebracht. Im Laufe der Jahrhunderte wurde das alte Rathaus mehrfach umgestaltet. Um 1920 wurde der Harl-Verputz entfernt, wodurch verstärkt Erosion einsetzte. Um 2010 wurde der Innenraum restauriert.

## Beschreibung
Das Gebäude liegt direkt an der Einmündung der Silver Street in die High Street im Zentrum von Dunbar. Das Mauerwerk des dreistöckigen Rathauses besteht aus Bruchstein vom roten Sandstein. Die rückwärtige Fassade ist mit Harl verputzt. An der westexponierten Frontseite tritt der hexagonale Treppenturm hervor. Gurtgesimse gliedern seine Fassade horizontal. Er schließt mit einem schiefergedeckten Helm mit ovalen Lukarnen und schmiedeeisernem Wetterhahn. Darunter wurden im 19. Jahrhundert zwei Turmuhren eingelassen. Dazwischen sind zwei Sonnenuhren mit kupfernen Gnomonen installiert. Lukarnen flankieren den Turm. Links liegt ein Zwillingsfenster mit steinernem Mittelpfosten darunter. Die Südseite entlang der Silver Street ist mit Ausnahme zweier Fenster im Erdgeschoss schmucklos. Das schiefergedeckte Satteldach ist mit Stufengiebel gearbeitet.